# Tsagaan-Ovoo, Dornod
Tsagaan-Ovoo (tiếng Mông Cổ: Цагаан-Овоо) là một sum của tỉnh Dornod tại miền đông Mông Cổ. Vào năm 2009, dân số của sum là 3.696 người.

## Địa lý
Sum có diện tích khoảng 6.502 km2. Trung tâm sum, Khuvuur, nằm cách tỉnh lị Choibalsan 103 km và cách thủ đô Ulaanbaatar 560 km.

### Khí hậu
Tsagaan-Ovoo có khí hậu bán khô hạn. Nhiệt độ trung bình hàng năm tại đây là 3 °C. Tháng ấm nhất là tháng 7, khi nhiệt độ trung bình là 25 °C và lạnh nhất là tháng 1, với -24 °C.  Lượng mưa trung bình hàng năm là 484 milimét. Tháng mưa nhiều nhất là tháng 6, với lượng mưa trung bình 129 mm và khô nhất là tháng 2, với lượng mưa 3 mm.

## Kinh tế
Sum có một trường học, bệnh viện và khu dịch vụ.